# Igor Jauregi
Igor Jauregi Iraola (Tolosa, Guipúzcoa, 29 de abril de 1974) es un exfutbolista español, vinculado principalmente en su carrera a la Real Sociedad de Fútbol.

## Biografía

### Inicios en el fútbol modesto
La trayectoria deportiva de Igor Jauregi no comenzó en la cantera de ningún equipo profesional como suele ser habitual en los futbolistas que llegan a la Primera División española. Comenzó a jugar al fútbol en equipos modestos del País Vasco y durante muchos años se bregó en categorías amateurs del fútbol. Comenzó jugando en el Tolosa CF de su ciudad natal, por cuyas categorías inferiores pasó hasta llegar al primer equipo en 1992 con 18 años. Jugó varias temporadas en este equipo de la Tercera división española, hasta que en 1995 el club descendió a categoría regional. Entonces pasó al CD Hernani de Hernani donde estuvo año y medio, jugando también en la Tercera División. A mitad de la temporada 1996-1997 recibió la llamada del CD Aurrerá de Vitoria de la ciudad de Vitoria para jugar ya en la semiprofesional Segunda división B. El Aurrerá ganó su grupo de la Segunda división B y aunque falló en el play-off de ascenso a Segunda división; Jauregi fue uno de los jugadores destacados y con tan solo 17 partidos en la categoría se ganó un fichaje por un equipo profesional de fútbol, la SD Eibar de Segunda división española.
Jugando en el medio del campo de la SD Eibar fue uno de los jugadores destacados de dicho equipo en la temporada 1997-1998. Aquella campaña le valió ser fichado por un equipo de la Primera división española, la Real Sociedad de Fútbol. Jauregi debutaría en esta categoría con 24 años de edad.

### Carrera en la Real Sociedad
Desde 1998 hasta junio de 2007 Jauregi perteneció a la disciplina del equipo donostiarra completando 9 temporadas en este equipo de la primera división. En estas 9 temporadas ha jugado 150 partidos oficiales con la Real Sociedad, de ellos 135 en la Primera división española, donde ha marcado 7 goles en estas 9 temporadas. Estos números, ciertamente bajos para un jugador que ha permanecido 9 temporadas en un club, se deben principalmente a las numerosas lesiones y problemas que el jugador ha tenido a lo largo de su carrera, especialmente en sus últimas temporadas.
Su trayectoria en la Real Sociedad ha presentado grandes altibajos. En sus primeras temporadas bajo las órdenes del técnico alemán Bernd Krauss jugaba en el centro del campo. La temporada 1998-99 jugó 22 partidos en Liga, sin lograr la titularidad. Su siguiente campaña permaneció casi inédito sin contar con la confianza del técnico. Solamente al final de la temporada, tras la llegada de Javier Clemente como entrenador jugó 5 partidos. La temporada 2000-01 comenzó jugando con Clemente, pero al final del año el nuevo técnico John Benjamin Toshack tampoco contó con él. Así al final de la temporada 2000-01, la dirección técnica del club no contó con el jugador, pero al tener contrato en vigor con el equipo decidió cederlo a su antiguo club, la SD Eibar. En el Eibar Jauregi volvió a mostrar un gran nivel, y fue repescado por la Real en el invierno de 2001. La gran oportunidad de Jauregi llegó cuando Roberto Olabe se hizo con la dirección del club en el último tramo de la Liga 2001-02. Recolocado en el centro de la defensa, Jauregi jugó los últimos 10 partidos de la temporada, siendo pieza fundamental en la salvación del club.
Tras su gran actuación en la salvación del descenso, el nuevo entrenador que llegó para la temporada 2002-03, Raynald Denoueix contó con Jauregi desde el inicio de la temporada para formar pareja en la defensa central (con Gabriel Francisco Schurrer al comienzo de la temporada y tras la lesión de este con Bjorn Kvarme. Esa ha sido la única temporada en la que Jauregi ha sido titular en el equipo y no puedo irle mejor; ya que la Real Sociedad completó una campaña formidable y acabó siendo 2ª en la Liga, con opciones de triunfo hasta la jornada final.  Jauregi fue el cuarto jugador del equipo que más minutos disputó en esa campaña.
La temporada siguiente, 2003-2004, la trayectoria tanto personal de Jauregi, como del equipo fue mucho más discreta. Jauregi perdió la titularidad en el equipo (solo disputó 17 partidos en la temporada), ya que acabaron jugando Schurrer y Kvarme en la defensa central; aunque por otro lado debutó en la Champions League, donde jugó 7 partidos.

### Lesiones y retirada
En abril de 2004 Jauregi sufrió una tendinitis que le apartó del equipo durante el tramo final de la temporada. Al comienzo de la temporada siguiente se recuperó y volvió a jugar unos pocos partidos más, pero las molestias le volvieron a alejar del equipo. Fue baja a partir de octubre de 2004 por la tendinitis de isquiotibiales, que no mejoró tras un tratamiento de tres meses, lo que obligó al jugador a pasar finalmente por el quirófano y a perderse el resto de la temporada. Tras 11 meses de baja, Jauregi reapareció a principios de la temporada 2005-06. 
La temporada 2005-06 parecía la de la recuperación de Jauregi como futbolista ya que volvió a hacerse con un puesto titular en la defensa central realista. Tras disputar 23 partidos completos a lo largo de la temporada, el 18 de marzo de 2006 Jauregi causó baja por una lesión que aparentemente no tenía excesiva gravedad. Sin embargo una vez superada esta lesión su vuelta a los terrenos de juego se fue retrasando debido a una astenia crónica que el jugador padecía y que le impedía realizar esfuerzos físicos. Sin tenerse claro el origen de este síntoma, la causa de la astenia fue atribuida en un principio a una infección de la bacteria Helicobacter pylori en el estómago del jugador, pero tras ser tratado de esta afección con éxito, la astenia persistió.
En noviembre de 2006 se dio la baja federativa al jugador para que su puesto en el equipo pudiera ser ocupado por Jesuli, jugador cedido por el Sevilla FC a la Real Sociedad. Al finalizar su contrato en junio de 2007 el jugador se ha retirado definitivamente del fútbol profesional.

## Clubes
| Club               | País   | Año       |
| ------------------ | ------ | --------- |
| Tolosa CF          | España | 1992-1995 |
| CD Hernani         | España | 1995-1997 |
| Aurrerá de Vitoria | España | 1997      |
| SD Eibar           | España | 1997-1998 |
| Real Sociedad      | España | 1998-2001 |
| SD Eibar           | España | 2001      |
| Real Sociedad      | España | 2001-2007 |

## Estadísticas
| Temporada           | Club                  | Categoría           | Liga  | Liga  | Copa  | Copa  | Europa | Europa | Total | Total |
| Temporada           | Club                  | Categoría           | Part. | Goles | Part. | Goles | Part.  | Goles  | Part. | Goles |
| ------------------- | --------------------- | ------------------- | ----- | ----- | ----- | ----- | ------ | ------ | ----- | ----- |
| 1992/93             | Tolosa CF             | Tercera División    | ¿?    | ¿?    | -     | -     | -      | -      | ¿?    | ¿?    |
| 1993/94             | Tolosa CF             | Tercera División    | ¿?    | ¿?    | -     | -     | -      | -      | ¿?    | ¿?    |
| 1994/95             | Tolosa CF             | Tercera División    | ¿?    | ¿?    | -     | -     | -      | -      | ¿?    | ¿?    |
| 1995/96             | CD Hernani            | Tercera División    | ¿?    | ¿?    | -     | -     | -      | -      | ¿?    | ¿?    |
| 1996/97             | CD Hernani            | Tercera División    | ¿?    | ¿?    | -     | -     | -      | -      | ¿?    | ¿?    |
| 1996/97             | CD Aurrerá de Vitoria | Segunda División B  | 17    | 0     | -     | -     | -      | -      | 17    | 0     |
| 1997/98             | SD Eibar              | Segunda División    | 38    | 3     | -     | -     | -      | -      | -     | -     |
| 1998/99             | Real Sociedad         | Primera División    | 22    | 2     | 2     | 0     | 3      | 0      | 27    | 2     |
| 1999/00             | Real Sociedad         | Primera División    | 5     | 0     | 0     | 0     | -      | -      | 5     | 0     |
| 2000/01             | Real Sociedad         | Primera División    | 16    | 2     | 1     | 0     | -      | -      | 17    | 2     |
| 2001/02             | SD Eibar (cedido)     | Segunda División    | 12    | 0     |       |       | -      | -      |       |       |
| 2001/02             | Real Sociedad         | Primera División    | 11    | 0     | 0     | 0     | -      | -      | 11    | 0     |
| 2002/03             | Real Sociedad         | Primera División    | 36    | 1     | 1     | 0     | -      | -      | 37    | 1     |
| 2003/04             | Real Sociedad         | Primera División    | 17    | 1     | 1     | 0     | 7      | 0      | 25    | 1     |
| 2004/05             | Real Sociedad         | Primera División    | 5     | 0     | 0     | 0     | -      | -      | 5     | 0     |
| 2005/06             | Real Sociedad         | Primera División    | 23    | 1     | 0     | 0     | -      | -      | 23    | 1     |
| 2006/07             | Real Sociedad         | Primera División    | 0     | 0     | 0     | 0     | -      | -      | 0     | 0     |
| Total Real Sociedad | Total Real Sociedad   | Total Real Sociedad | 135   | 7     | 5     | 0     | 10     | 0      | 150   | 7     |